# María del Río (actriz argentina)
María del Río (Buenos Aires, Argentina, 14 de julio de 1917 - ibídem, 17 de diciembre de 1978) fue una actriz teatral y cinematográfica argentina. Su tía materna fue la primera actriz Iris Martorell.

## Carrera
Del Río fue una distinguida actriz que incursionó extensamente en más de una decena de films durante la época dorada cinematográfica argentina. Intérprete de carácter, intervino como protagonista o como actriz de reparto junto a figuras de la talla de Alberto de Mendoza, Iris Marga, Santiago Gómez Cou, Tita Merello, Alberto Closas, Pedro Quartucci, Egle Martin, Nelly Láinez, Eduardo Rudy, Roberto Bordoni, Dora Espósito, Ángel Eleta, Alfredo Barbieri, Hugo Pimentel, Tito Climent, Don Pelele, Homero Cárpena, Mario Baroffio, Nelly Meden, Nelly Prince entre muchos otros.
En teatro tuvo una importante carrera. En 1951 actuó en la obra teatral de Julio Porter y Raúl Gurruchaga titulado Crimen en borrador, dirigida por Juan Carlos Thorry en el Grand Splendid. El elenco también estaba integrado por Analia Gadé, Humberto de la Rosa, Elisa Christian Galvé, Olga Gatti, Pablo Palitos, Eduardo Rudy y Ramón Garay.
En televisión hizo junto con el actor Carlos Thompson la telenovela Agente Sentimental en Canal 7, y en 1965.

### Filmografía
- 1946: Un modelo de París
- 1951: La comedia inmortal
- 1951: Vivir un instante
- 1952: ¡Qué rico el mambo!
- 1952: La mano que aprieta
- 1952: Mala gente
- 1954: Horas marcadas
- 1954: Veraneo en Mar del Plata
- 1955: La mujer desnuda
- 1956: Enigma de mujer[4]